# Manitol heksanitrat
Manitol heksanitrat je snažan eksploziv. Fizički je praškasta čvrsta supstanca pri normalnim temperaturnim rasponima, sa gustinom od 1,73 g/cm³. Hemijski naziv je heksanitromanit, a poznat je i kao nitromanit. Stabilniji je od nitroglicerina i koristi se u detonatorima.
Manitol heksanitrat je sekundarni eksploziv nastao nitracijom manitola, šećernog alkohola. Proizvod se koristi u medicini kao vazodilatator i kao eksploziv u kapislama za miniranje. Njegova osetljivost je visoka, posebno na visokim temperaturama (> 75 °C (167 °F; 348 K)) gde je nešto osetljiviji od nitroglicerina. Nitromanit je eksploziv klase B.
Proizvodnja čistog MHN nije trivijalan zadatak, pošto će većina preparata dati mešavinu MHN i nižih estara (pentanitrat i niži).
Manitol heksanitrat je hemijsko jedinjenje iz grupe estra azotne kiseline. To je retko korišćeni eksploziv, može se koristiti kao inicijalni eksploziv može se koristiti kao glavno punjenje. Zbog niske stabilnosti ne koristi se u Evropi jer se može zameniti drugim stabilnijim eksplozivima. Samo u SAD dobija određeni značaj kao detonatorsko punjenje. Može se stabilizovati amonijum karbonatom , ali mora biti potpuno bez kiseline, inače spontano detonira.
Manitol heksanitrat je takođe i organsko jedinjenje, koje sadrži 6 atoma ugljenika i ima molekulsku masu od 452,157 .

## Osobine
| Osobina                  | Vrednost |
| ------------------------ | -------- |
| Broj akceptora vodonika  | 18       |
| Broj donora vodonika     | 0        |
| Broj rotacionih veza     | 17       |
| Particioni koeficijent ( | 11,5     |
| Rastvorljivost (logS, log(mol/L))       | -10,5    |
| Polarna površina (PSA, Å2)  | 330,3    |

## Sinteza
To je zbog esterifikacije manitola sa azotnom kiselinom.
{\displaystyle \mathrm {C_{6}H_{14}O_{6}\ +\ 6\ HNO_{3}\ \longrightarrow \ C_{6}H_{8}N_{6}O_{18}\ +\ 6\ H_{2}O} }
U tu svrhu hladni manitol se pomeša sa koncentrovanom azotnom kiselinom, a zatim istaloži koncentrovanom sumpornom kiselinom. Proizvodnja u laboratorijama bez mera bezbednosti je obeshrabrena zbog niske stabilnosti. Čak i pri temperaturi smeše od 18 °C (64 °F; 291 K) postoji opasnost od eksplozije.

## Karakteristike
Važni indikatori eksplozije su:
- Entalpija eksplozije: 5928 kJ kg−1 (H2O (g))
- Brzina detonacije: 8260 m s −1 pri gustini od 1,73 g cm -3
- Zapremina eksplozivnih gasova: 755 l kg−1
- Specifična energija: 1087 kJ kg-1
- Topljenje: 112—113 °C (234—235 °F; 385—386 K)
- Temperatura deflagracije: 185 °C (365 °F; 458 K)
- Trauzl test: 51 cm³ / 10 g
- Osetljivost na udar: 0,8 Nm

## Korišćenje
Pored upotrebe kao eksploziva, koristi se još u medicini kao vazodilatator u lečenju angine pektoris.

## Literatura
- Clayden, Jonathan; Greeves, Nick; Warren, Stuart; Wothers, Peter (2001). Organic Chemistry (I изд.). Oxford University Press. ISBN 978-0-19-850346-0.
- Smith, Michael B.; March, Jerry (2007). Advanced Organic Chemistry: Reactions, Mechanisms, and Structure (6th изд.). New York: Wiley-Interscience. ISBN 0-471-72091-7.
- Katritzky A.R.; Pozharskii A.F. (2000). Handbook of Heterocyclic Chemistry (Second изд.). Academic Press. ISBN 0080429882.

## Dodatna literatura
- The Chemistry of Powder and Explosives, Tenney L. Davis